# Wiesbaden-Westend

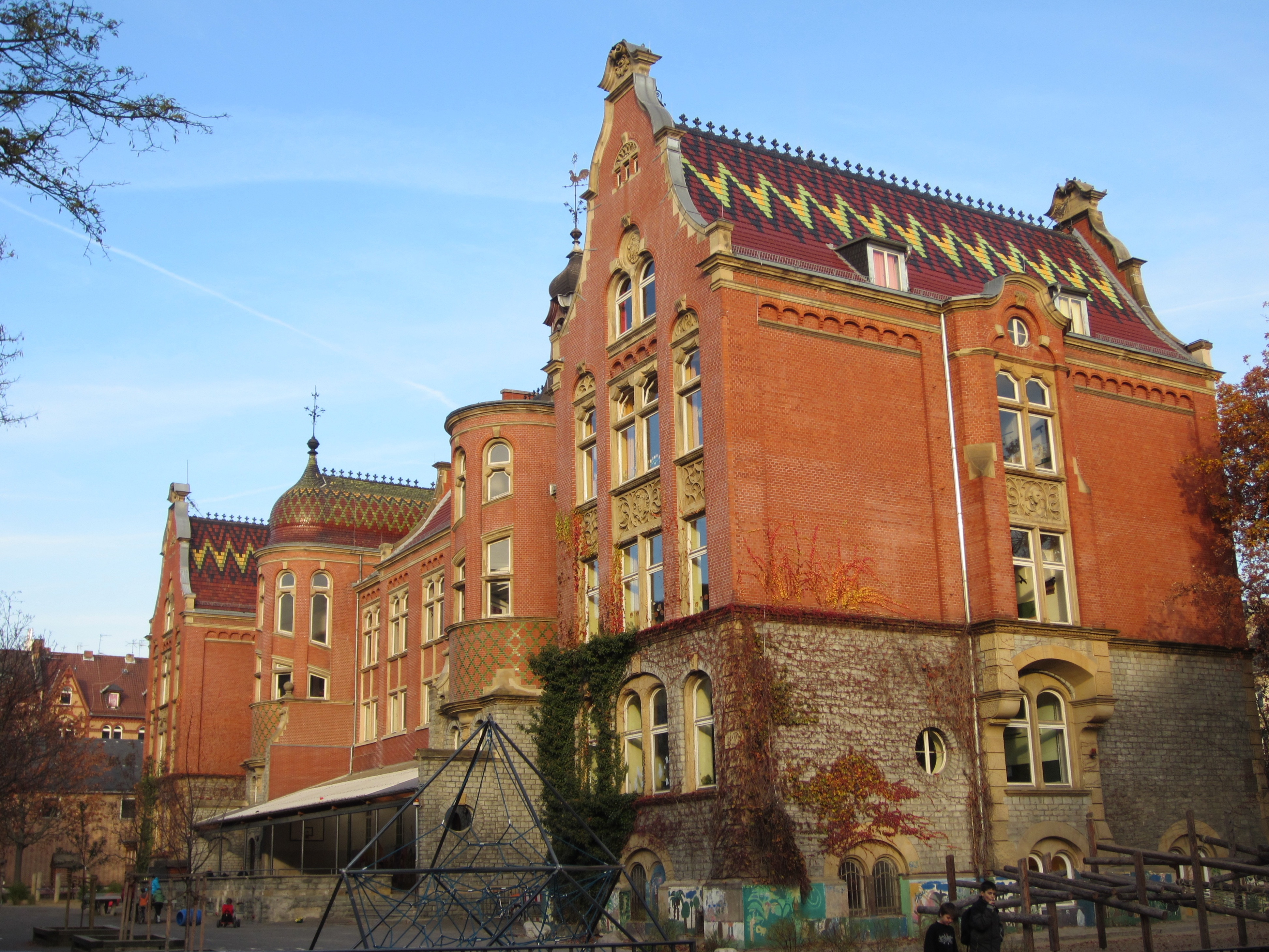
Die 1897 eingeweihte Blücherschule, ohne den neuen Sporthallenvorbau.

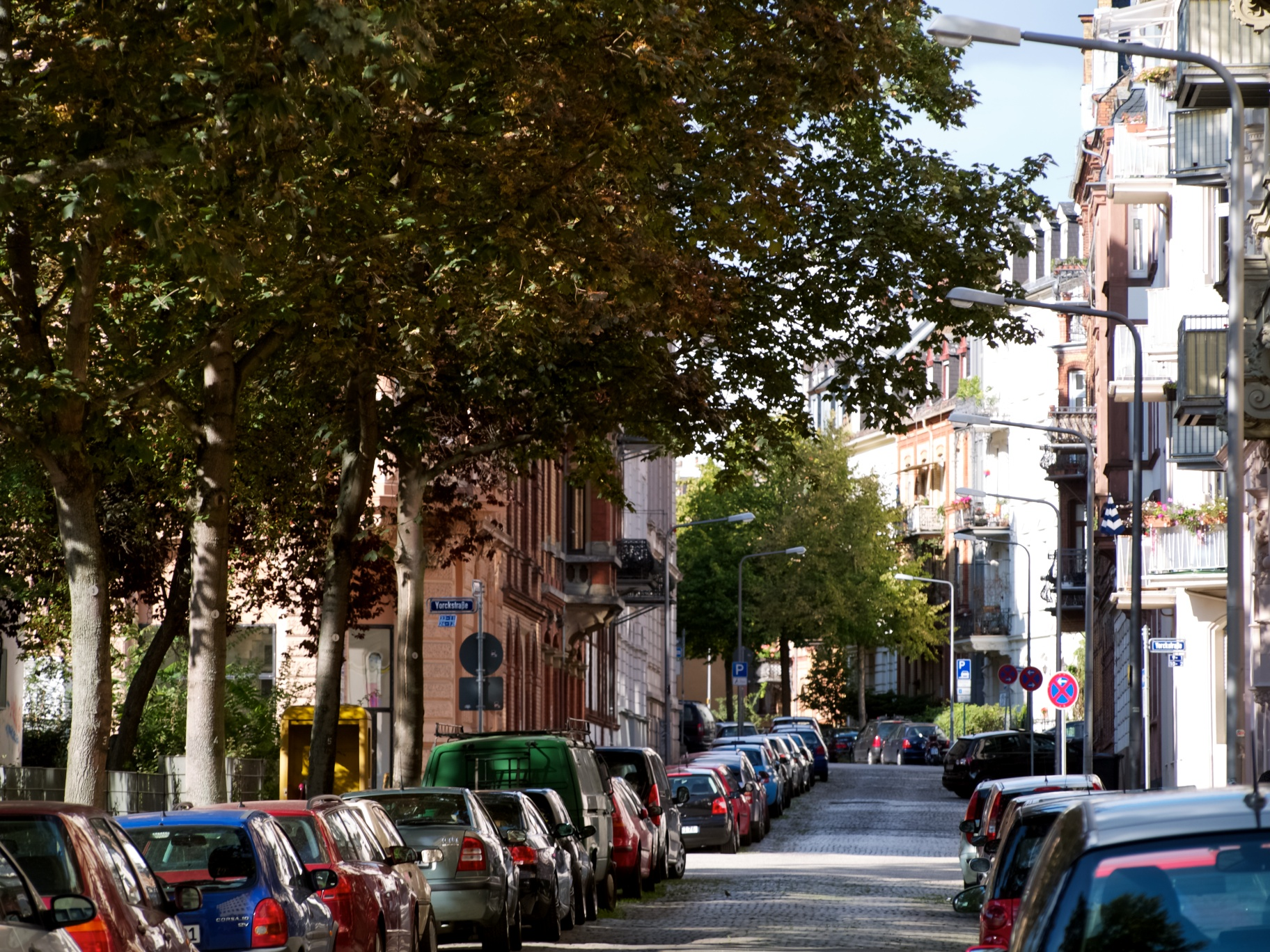
Typisches Straßenbild im Westend, nahe dem Blücherplatz

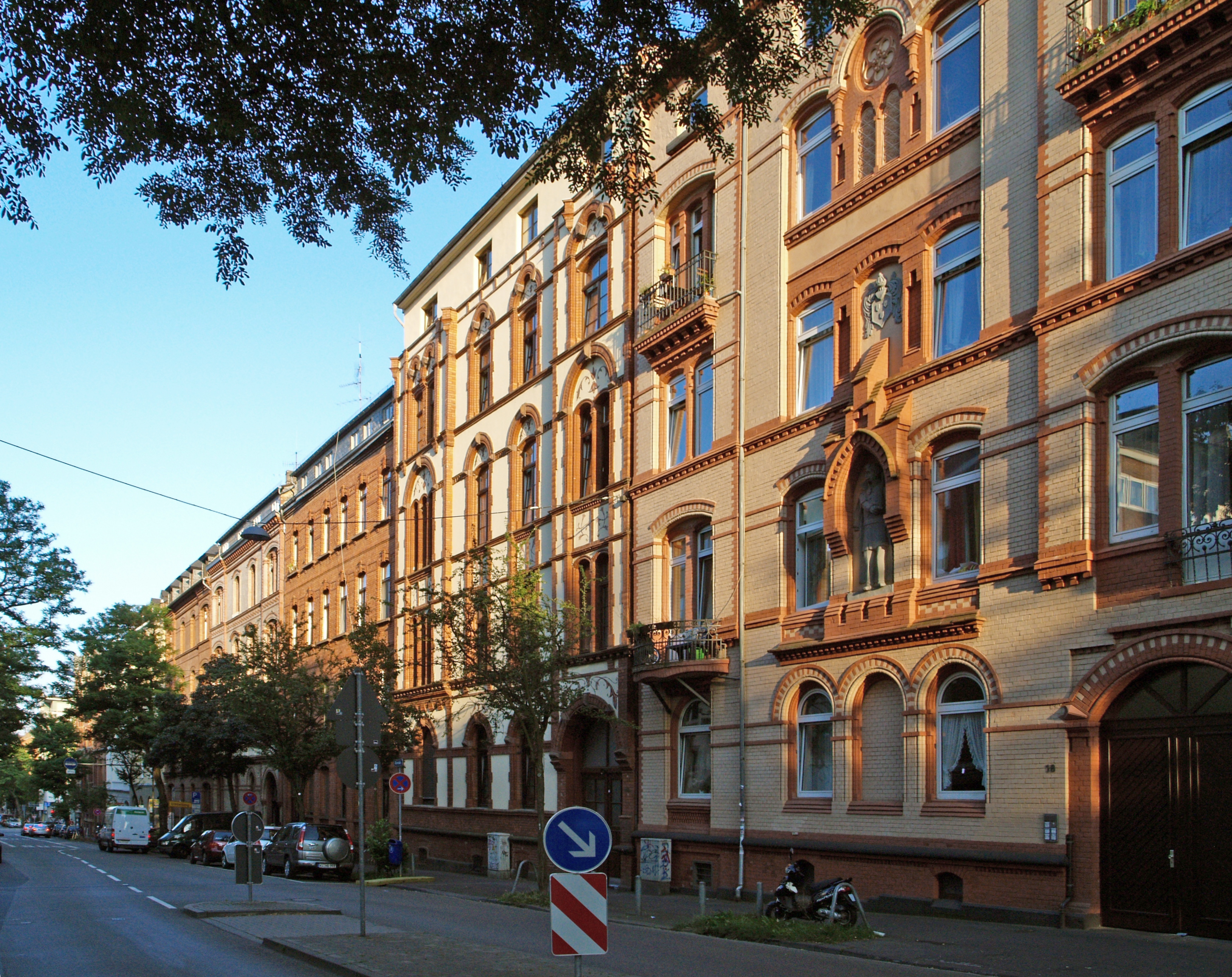
Fassaden in der Blücherstraße

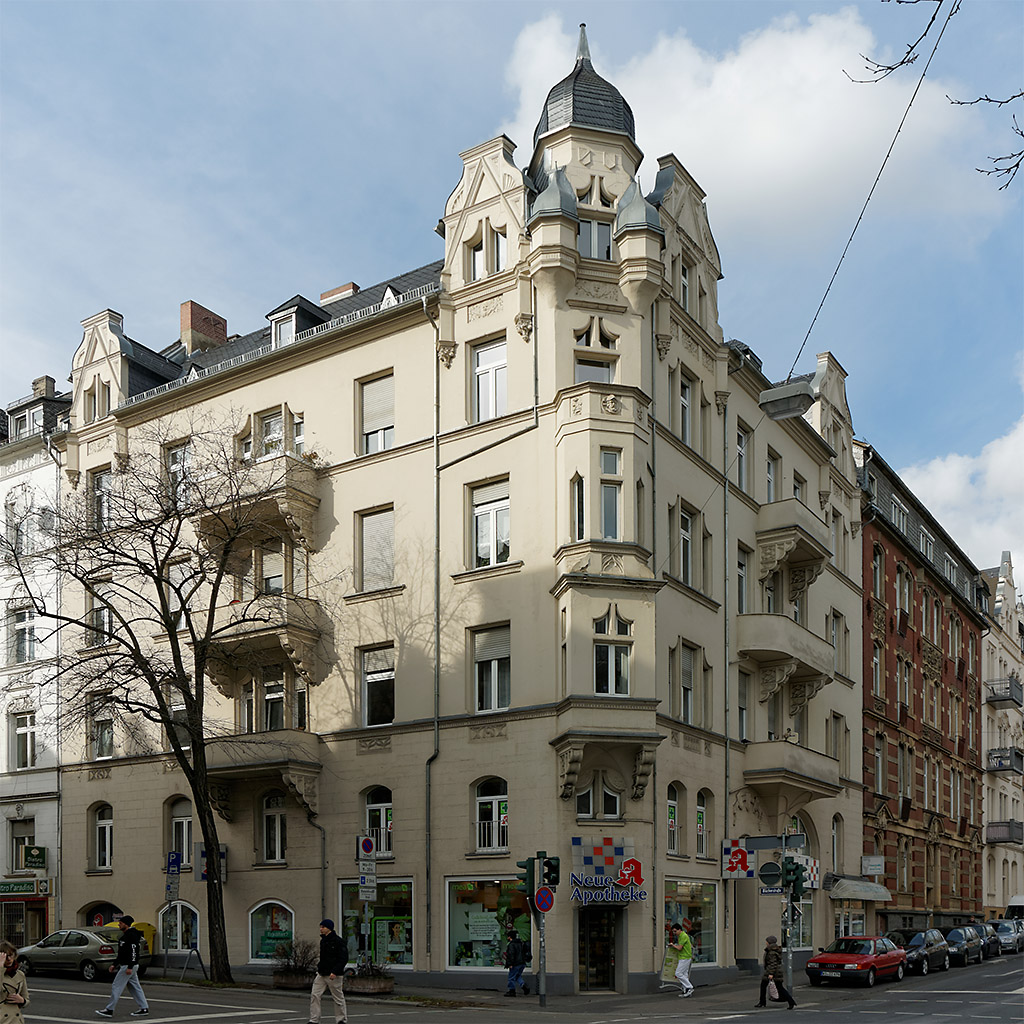
Wohnhaus am Bismarckring 24, Ecke Blücherstraße

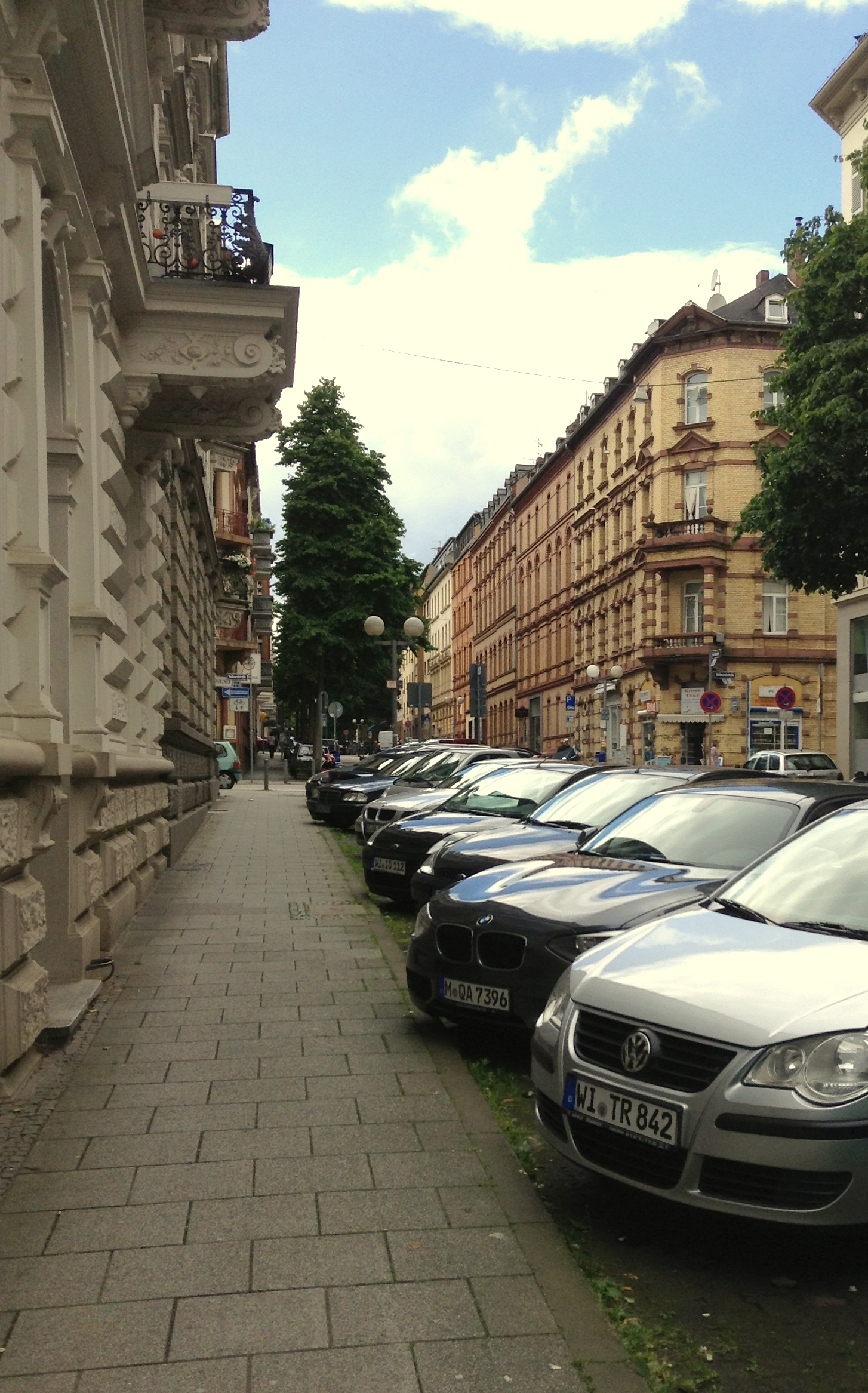
Bertramstraße

Westend, Bleichstraße ist ein Ortsbezirk der hessischen Landeshauptstadt Wiesbaden.
Der mit einer Fläche von 0,67 Quadratkilometern kleinste Wiesbadener Ortsbezirk ist dicht bebaut und architektonisch vor allem durch gründerzeitliche Gebäude geprägt.

## Bevölkerung
Bei rund 18.000 Einwohnern (Ausländeranteil: 39 Prozent) errechnet sich eine Bevölkerungsdichte von knapp 27.000 Einwohnern je Quadratkilometer. Damit zählt das Westend zu den am dichtesten besiedelten Stadtteilen Deutschlands. Der Einwohneranteil mit Migrationshintergrund lag im Januar 2017 bei 47 Prozent, davon der Ausländeranteil bei 32,2 Prozent. Im Inneren Westend hatten 61,6 Prozent der Einwohner einen Migrationshintergrund bei einem Ausländeranteil von 45,6 Prozent. Der Anteil der Einwohner mit einer Wohndauer unter 2 Jahren liegt mit 27,7 Prozent um 9,4 Prozent höher als der Wiesbadener Durchschnitt.
Die Arbeitslosenquote liegt bei 11,6 Prozent und um 4,2 Prozent über dem Wiesbadener Durchschnitt. Die häufigsten ausländischen Staatsangehörigkeiten haben die Türken mit 13,3 Prozent und die Bulgaren mit 12,6 Prozent, im Inneren Westend sind es sogar 14 Prozent Türken und 19 Prozent Bulgaren.
Das Westend ist ein multikultureller Stadtbezirk. Ein Geschäftszentrum mit mehr als 60 Spezialitätenläden und zehn Nationalitäten bietet Wiesbadenern und Menschen aus vielen Ländern eine Heimat. Die städtebaulichen und architektonischen Reize des lebendigen Stadtteils gewinnen gerade in jüngster Zeit wieder an Bedeutung. Dies zeigt sich an den zahlreichen sorgfältig restaurierten Gebäuden und durch ein reges gesellschaftliches Leben. Das Viertel verfügt über einen recht hohen und gepflegten Altbaubestand mit inzwischen moderaten Mieten. Neben dem höchsten Ausländeranteil der Stadt lebt hier auch die Mehrheit der Studenten von Wiesbaden.

## Geographische Lage
Die Grenzen des Ortsbezirks Westend/Bleichstraße werden in der Hauptsatzung der Landeshauptstadt Wiesbaden wie folgt beschrieben:
Schwalbacher Straße (gerade Nummern 16–52), Dotzheimer Straße (ungerade
Nummern 1–65), Klarenthaler Straße (ungerade Nummern 7–23), Lothringer Straße (ungerade Nummern), Krusestraße (gerade Nummern), Westerwaldstraße (gerade Nummern), Lahnstraße (gerade Nummern 2–14), Emser Straße (gerade Nummern).
In Ost-West-Richtung wird der Ortsbezirk von zwei durchgehenden Verkehrsachsen erschlossen: der Nordteil von der Achse /Westendstraße/Wellritzstraße und der Südteil von der Achse Bleichstraße/Blücherstraße, wobei die Bleichstraße den Durchgangsverkehr und Buslinienverkehr stadtauswärts aufnehmen muss.
Historisch wird das Westend vom in Nord-Süd-Richtung hindurchführenden Bismarckring mit der nördlichen Verlängerung Weißenburgstraße in das Innere und das Äußere Westend, auch Feldherrenviertel genannt, getrennt. Eine weitere durchgehende Nord-Süd-Achse wird im Feldherrenviertel von dem Zietenring und der Gneisenaustraße gebildet. Die Häuser im Inneren Westend sind um 1850 entstanden, im Feldherrenviertel ab Ende des 19. Jahrhunderts. Sie sind meist ein Stockwerk höher und weisen zahlreiche Schmuckelemente auf. Sie wirken leichter und eleganter als die repräsentativen Häuser im südlichen Rheingauviertel.

### Plätze
Das Westend hat nur wenige Plätze, ganze 3 Prozent sind Grünfläche.
Mit Ausnahme des Sedanplatzes, der Bismarckring, Wellritzstraße und Westendstraße verbindet, und des Blücherplatzes sind andere Plätze an den Grenzen des Ortsbezirks gelegen: der Platz der Deutschen Einheit im Osten, der Elsässer Platz im Westen und die verkehrsreiche Straßenkreuzung Dürerplatz im Norden. Der Faulbrunnenplatz ist auch 2017 eine Sandwüste. Daran ändert auch die neue Brunnenstele an der Bleichstraße nichts.
Verlegt und neu gestaltet wurde der Platz der Deutschen Einheit, der nun verkehrsfrei ist und im Sommerhalbjahr teilweise vom Kesselbach durchflossen wird. Im Winter fließt der Bach vollständig durch einen unterirdischen Flutkanal.
Am nördlichen Ende des Bismarckrings liegt der Sedanplatz, der aber vom lauten Verkehr eingeschlossen ist. Der Blücherplatz an der Blücherschule im Feldherrenviertel wird hauptsächlich als großer Spielplatz genutzt und hat einen hohen Baumbestand. Der Elsässer Platz bestand bis Juni 2024 ausschließlich aus einer Parkplatzfläche für 375 Autos. Gleichzeitig mit der Inbetriebnahme eines Parkhauses (429 Stellplätze) wurde der Bereich zwischen Nettelbeckstraße und der Straße Elsässer Platz für Autos gesperrt. Nach einer Interimsnutzung für Spiel und Kultur begannen am 31. März 2025 offiziell die Bauarbeiten zur Umgestaltung des Platzes in eine Parkanlage, die bis 2026 fertiggestellt sein sollen.
Für die vielen Kinder des Stadtteils gibt es gerade mal drei Spielplätze: auf dem Blücherplatz, im Wellritzhof an der Wellritzstraße und oberhalb der Tiefgarage der Rhein-Main-Hochschule an der Bertramstraße.
In vielen Straßen wurden in den 1960er Jahren Straßenbäume gepflanzt. Sie begrünen die Stadt und verbessern die Luft, nehmen aber auch den Wohnungen viel Licht weg, da sie dicht an den Hauswänden stehen. Lediglich auf dem Bismarckring und auf dem Zietenring wurden die Bäume auf dem mittigen Grünstreifen angepflanzt.

### Verkehrssituation
Zahlreiche Buslinien durchkreuzen das Westend. Umsteigeknoten sind der Platz der Deutschen Einheit und für die Gegenrichtung das Luisenforum an der Dotzheimer Straße.
Parkplätze auf der Straße sind wegen der dichten Bebauung sehr knapp. Es gibt aber mehrere Parkhäuser und eine Tiefgarage unter der neuen Sporthalle nahe der Schwalbacher Straße.
Vom Platz der Deutschen Einheit zum Elsässer Platz sind die Bertramstraße und die Goebenstraße als Fahrradstraße ausgewiesen. Fahrradwege gibt es keine und Fahrradstreifen gibt es nur auf kurzen Abschnitten. Gerade im Westend gestaltet sich das Fahrradfahren als sehr gefährlich.
Zwischen 1948 und 1961 verkehrte eine Oberleitungs-Buslinie (O-Bus) vom Booseplatz (Platz der Deutschen Einheit) nach Dotzheim. Sie ging durch die Bleich-, Blücher- und Scharnhorststraße. Nach dem 18. November 1961 wurde die Bleichstraße zur Einbahnstraße gemacht.
Seit dem 12. April 2019 ist die schmale Wellritzstraße testweise für 1 Jahr auf einem Teilstück für den Autoverkehr gesperrt. Die Gastronomie breitet sich nun auf dem Bürgersteig aus, während die Fußgänger auf der Straße flanieren.

## Wahlergebnisse zum Ortsbeirat
| Ortsbeiratswahl Westend 2021Wahlbeteiligung: 36,5 % 403020100 39,5 %20,4 %20,3 %12,7 %5,9 %0,9 %n. k. % GrüneLinkeSPDCDUFDPULWPiratenGewinne und Verlusteim Vergleich zu 2016 %p 10 8 6 4 2 0 −2 −4 −6+9,0 %p+3,1 %p−5,2 %p−1,1 %p−2,0 %p+0,9 %p−5,0 %pGrüneLinkeSPDCDUFDPULWPiraten | Sitzverteilung im Ortsbeirat Westend 2021Insgesamt 15 Sitze - Linke: 3 - SPD: 3 - Grüne: 6 - CDU: 2 - FDP: 1 |

Seit 1972 wird im Rahmen der Kommunalwahlen in Hessen auch der Ortsbeirat des Ortsbezirkes Westend, Bleichstraße gewählt. Die einzelnen Wahlergebnisse sind in nachfolgend zusammengestellt (Angaben in der Tabelle in Prozent).
|      | CDU  | SPD  | Grüne | FDP | REP | Linke | Piraten | Sonstige | Wahlbeteiligung |
| 2021 | 12,7 | 20,3 | 39,8  | 5,9 | –   | 20,4  | –       | –        |                 |
| 2016 | 13,8 | 25,5 | 30,5  | 7,9 | –   | 17,3  | 5,0     | –        | 35,0            |
| 2011 | 14,6 | 23,7 | 34,7  | 3,4 | –   | 9,2   | 5,1     | 9,3      | 33,1            |
| 2006 | 20,1 | 33,3 | 31,5  | 7,3 | –   | 7,7   | –       | –        | 28,0            |
| 2001 | 22,9 | 41,3 | 26,5  | 5,6 | 3,7 | –     | –       | –        | 35,8            |
| 1997 | 20,3 | 40,4 | 27,7  | 2,8 | 8,9 | –     | –       | –        | 49,3            |
| 1993 | 22,3 | 37,2 | 33,4  | 7,0 | –   | –     | –       | –        | 56,3            |
| 1989 | 24,4 | 48,1 | 21,1  | 4,4 | –   | –     | –       | 1,9      | 61,9            |
| 1985 | 32,6 | 48,5 | 14,4  | 4,2 | –   | –     | –       | 0,4      | 54,9            |
| 1981 | 41,5 | 42,3 | 07,7  | 7,2 | –   | –     | –       | 1,3      | 54,2            |
| 1977 | 45,5 | 46,5 | –     | 6,2 | –   | –     | –       | 1,8      | 59,6            |
| 1972 | 35,0 | 57,7 | –     | 7,3 | –   | –     | –       | –        | 68,1            |

Daraus ergab sich jeweils folgende Sitzverteilung:
|      | CDU | SPD | Grüne | FDP | REP | Linke | Piraten | Sonstige | Gesamt |
| 2021 | 2   | 3   | 6     | 1   | -   | 3     | -       | -        | 15     |
| 2016 | 2   | 4   | 4     | 1   | 0   | 3     | 1       | 0        | 15     |
| 2011 | 2   | 4   | 5     | 1   | 0   | 1     | 1       | 1        | 15     |
| 2006 | 3   | 5   | 5     | 1   | 0   | 1     | 0       | 0        | 15     |
| 2001 | 3   | 6   | 4     | 1   | 1   | 0     | 0       | 0        | 15     |
| 1997 | 3   | 6   | 4     | 0   | 2   | 0     | 0       | 0        | 15     |
| 1993 | 3   | 6   | 5     | 1   | 0   | 0     | 0       | 0        | 15     |
| 1989 | 4   | 8   | 3     | 0   | 0   | 0     | 0       | 0        | 15     |
| 1985 | 5   | 8   | 2     | 0   | 0   | 0     | 0       | 0        | 15     |
| 1981 | 6   | 7   | 1     | 1   | 0   | 0     | 0       | 0        | 15     |
| 1977 | 7   | 7   | 0     | 1   | 0   | 0     | 0       | 0        | 15     |
| 1972 | 5   | 9   | 0     | 1   | 0   | 0     | 0       | 0        | 15     |

## Bildung
Im kinderreichen Inneren Westend gibt es heute weder eine Grund-, noch eine Haupt- oder Realschule.
Dabei wurde schon eine Elementarschule in der Bleichstraße in den Jahren 1877–79 von dem Berliner Architekten Louis Ende gebaut. Der spätklassizistische Langbau hatte im dominanten Mittelrisalit 2 getrennte Eingänge für Jungen und Mädchen, die mit Säulenelementen den renaissancehaften Charakter verstärken. Bis 1966 beherbergte das Gebäude eine Hauswirtschaftliche Berufsschule, benannt nach Louise Schröder. Über zwei Jahrzehnte stand es leer. 1990 begannen die Umbaumaßnahmen für den Fachbereich Wirtschaft der Fachhochschule Wiesbaden. Das Untergeschoss wurde für die vorläufige Cafeteria und Bibliothek tiefer gelegt, das Dachgeschoss ausgebaut und die beiden Treppenhäuser denkmalgerecht saniert. Der ehemalige Schulhof reichte bis zur Bertramstraße. Auf ihm steht heute eine Tiefgarage und ein Neubau für die inzwischen umbenannte Business School der Hochschule RheinMain. Die kleine Grünanlage ist nicht frei zugänglich, nur der lieblos gestaltete Spielplatz auf der Tiefgarage.
Am Platz der Deutschen Einheit liegt die Elly–Heuss–Schule, ein bilinguales Gymnasium mit etwa 1150 Schülern.
Im Feldherrenviertel befinden sich die Blücherschule und das Gymnasium  Leibnizschule.

## Kultur
In der Wellritzstraße 38, Ecke Walram- und Hermannstraße, befindet sich das Gemeinschaftszentrum Georg-Buch-Haus. Der Gebäudekomplex wurde in 3 Abschnitten zwischen 1880 und 1900 gebaut. Hier befand sich die ehemalige Gewerbeschule. Im 2. Anbau befindet sich im Obergeschoss ein Saal für 120 Personen. Hier tagte nach dem Zweiten Weltkrieg vorübergehend die Wiesbadener Stadtverordnetenversammlung. Darunter liegt heute das Café Wellritz, das von vielen Müttern mit Kindern besucht wird. Im Gebäudekomplex befindet sich ein Jugendzentrum und die Wiesbadener Schule für Schauspiel. Außerdem sind an der Ecke Walram-/Hermannstraße 4 Kunstateliere.
Einziges Kirchengebäude im Ortsbezirk ist die katholische St.-Elisabeth-Kirche am Zietenring.
Von größerer Bedeutung ist aber die zum Rheingauviertel gehörende Ringkirche, die südlich des Bismarckrings steht.
Im Westend gibt es auffallend viele Kunstgalerien in den Nebenstraßen.
Fast alle Straßen werden von Hunderten Häusern gesäumt, die als Kulturdenkmäler geschützt sind. Die denkmalgeschützten Häuser, aber auch viele andere sind meist aus der Entstehungszeit des Stadtviertels um die Wende vom 19. zum 20. Jahrhundert.